# Suhpalacsa reconditus
Suhpalacsa reconditus är en insektsart som beskrevs av Navás 1914. Suhpalacsa reconditus ingår i släktet Suhpalacsa och familjen fjärilsländor. Inga underarter finns listade i Catalogue of Life.